# Сан-Себастьян-Ютанино
Сан-Себастьян-Ютанино (исп. San Sebastián Yutanino) — населённый пункт и муниципалитет в Мексике, входит в штат Оахака. Население 949 человек.